# Pont-de-Barret
Pont-de-Barret – miejscowość i gmina we Francji, w regionie Owernia-Rodan-Alpy, w departamencie Drôme.
Według danych na rok 1990 gminę zamieszkiwały 453 osoby, a gęstość zaludnienia wynosiła 27 osób/km² (wśród 2880 gmin regionu Rodan-Alpy Pont-de-Barret plasuje się na 1187. miejscu pod względem liczby ludności, natomiast pod względem powierzchni na miejscu 664.).